# Jean-Paul Lhopital
Pour les articles homonymes, voir Paul Stein, Stein et Lhopital (homonymie).
 (avril 2016).
Si vous disposez d'ouvrages ou d'articles de référence ou si vous connaissez des sites web de qualité traitant du thème abordé ici, merci de compléter l'article en donnant les références utiles à sa vérifiabilité et en les liant à la section « Notes et références ».
Paul Stein, dit Jean-Paul Lhopital, né le 26 septembre 1907 à Neuss en Allemagne et mort en 1979 en Suisse, est un éditeur et un homme d'affaires français d'origine allemande.

## Biographie
Né Paul Stein en Allemagne, le jeune homme juif fuit les persécutions nazies et arrive à Paris au milieu des années 1930. Il est caché entre autres par Robert Carlier qu'il retrouvera ensuite.
En 1943 il prend le pseudonyme clandestin de Jean-Paul Lhopital qu'il reçoit officiellement par décret du 23 septembre 1952.
L'œuvre de sa vie est la création en 1946 à Paris, avec l'Américain Stéphane Aubry, du Club français du livre et de sociétés filiales. Il parvient à en faire par le marketing direct mais aussi grâce à un flair artistique remarquable[réf. nécessaire] une des plus grandes maisons d'édition françaises et s'attire ainsi l'hostilité des gens en place. Novateur, il est un des premiers chefs d'entreprise français à informatiser complètement le fichier des adhérents et la comptabilité.
Malade et paralysé, retiré en Suisse, il paraît s'être suicidé par chute volontaire d'un balcon. Ayant légué sa fortune à l'Institut Weizmann de Tel-Aviv le contrôle du Club donna lieu après sa mort à une série de procès[réf. nécessaire].